# Zápas na Letních olympijských hrách 1988 – muži, řecko-římský do 82 kg
Zápas řecko-římský ve váhové kategorii do 82 kg probíhal na Letních olympijských hrách 1988 v Seongnamském Sangmu Gymnasium. O medaile se utkalo celkem 21 zápasníků.

## Turnajové výsledky
Zápasníci jsou rozděleni do dvou skupin. Je aplikován systém na dvě porážky.
Legenda
- TF — Lopatkové vítězství
- ST — Vítězství na technickou převahu, 12 bodů rozdíl
- PP — Vítězství na body, 1-7 bodů rozdíl, poražený s body
- PO — Vítězství na body, 1-7 bodů rozdíl, poražený bez bodů
- SP — Vítězství na body, 8-11 bodů rozdíl, poražený s body
- SO — Vítězství na body, 8-11 bodů rozdíl, poražený bez bodů
- P0 — Vítězství pro pasivitu, protivník bez bodů
- P1 — Vítězství pro pasivitu, vedoucí 1-7 bodů
- PS — Vítězství pro pasivitu, vedoucí 8-11 bodů
- DC — Vítězství z rozhodnutí, skóre 0-0
- PA — Vítězství pro soupeřovo zranění
- DQ — Vítězství pro soupeřovu diskvalifikaci
- DNA — Nenastoupil
- L — Porážky
- ER — Kolo vyřazení
- CP — Klasifikační body
- TP — Technické body

### Skupiny

#### Skupina A
| L      |                                | CP       | TP     |                                | L      |        |
| Kolo 1 | Kolo 1                         | Kolo 1   | Kolo 1 | Kolo 1                         | Kolo 1 | Kolo 1 |
| ------ | ------------------------------ | -------- | ------ | ------------------------------ | ------ | ------ |
| 1      | Roger Gössner (FRG)            | 0-3 P1   | 6:00   | Tibor Komáromi (HUN)           | 0      |        |
| 1      | Pavel Frinta (TCH)             | 0-4 TF   | 1:04   | John Morgan (USA)              | 0      |        |
| 1      | Barthelémy N'To (CMR)          | 0-4 TF   | 2:52   | Moustafa Ramadan Hussein (EGY) | 0      |        |
| 0      | Angel Stojkov (BUL)            | 3.5-0 SO | 14-0   | Mehdi Moradi Ganji (IRI)       | 1      |        |
| 1      | Magnus Fredriksson (SWE)       | 1-3 PP   | 1-3    | Stig Arild Kleven (NOR)        | 0      |        |
| 0      | Oumar N'Gom (SEN)              |          |        | Bye                            |        |        |
| Kolo 2 |                                |          |        |                                |        |        |
| 1      | Oumar N'Gom (SEN)              | 0-4 TF   | 1:06   | Roger Gössner (FRG)            | 1      |        |
| 0      | Tibor Komáromi (HUN)           | 4-0 DQ   | 5:16   | Pavel Frinta (TCH)             | 2      |        |
| 0      | John Morgan (USA)              | 4-0 DQ   | 5:50   | Barthelémy N'To (CMR)          | 2      |        |
| 1      | Moustafa Ramadan Hussein (EGY) | 0-3 P1   | 2:50   | Angel Stoykov (BUL)            | 0      |        |
| 2      | Mehdi Moradi Ganji (IRI)       | 0-3 P1   | 5:13   | Magnus Fredriksson (SWE)       | 1      |        |
| 0      | Stig Arild Kleven (NOR)        |          |        | Bye                            |        |        |
| Kolo 3 |                                |          |        |                                |        |        |
| 1      | Stig Arild Kleven (NOR)        | 0-3 P1   | 5:36   | Roger Gössner (FRG)            | 1      |        |
| 0      | Tibor Komáromi (HUN)           | 4-0 ST   | 17-0   | Moustafa Ramadan Hussein (EGY) | 2      |        |
| 1      | John Morgan (USA)              | 0-0 DQ   | 5:48   | Angel Stojkov (BUL)            | 1      |        |
| 1      | Magnus Fredriksson (SWE)       |          |        | Bye                            |        |        |
| 1      | Oumar N'Gom (SEN)              |          |        | DNA                            |        |        |
| Kolo 4 |                                |          |        |                                |        |        |
| 1      | Magnus Fredriksson (SWE)       | 3-1 PP   | 3-1    | Roger Gössner (FRG)            | 2      |        |
| 1      | Stig Arild Kleven (NOR)        | 3-1 PP   | 3-2    | John Morgan (USA)              | 2      |        |
| 0      | Tibor Komáromi (HUN)           | 3-1 PP   | 6-1    | Angel Stojkov (BUL)            | 2      |        |
| Kolo 5 |                                |          |        |                                |        |        |
| 2      | Magnus Fredriksson (SWE)       | 0-3 P1   | 4:55   | Tibor Komáromi (HUN)           | 0      |        |
| 1      | Stig Arild Kleven (NOR)        |          |        | Bye                            |        |        |
| Kolo 6 |                                |          |        |                                |        |        |
| 2      | Stig Arild Kleven (NOR)        | 0-3 PO   | 0-10   | Tibor Komáromi (HUN)           | 0      |        |

| Zápasník                       | L | ER | CP  |
| ------------------------------ | - | -- | --- |
| Tibor Komáromi (HUN)           | 0 | -  | 20  |
| Stig Arild Kleven (NOR)        | 2 | 6  | 6   |
| Magnus Fredriksson (SWE)       | 2 | 5  | 7   |
| John Morgan (USA)              | 2 | 4  | 9   |
| Roger Gössner (FRG)            | 2 | 4  | 8   |
| Angel Stojkov (BUL)            | 2 | 4  | 7.5 |
| Moustafa Ramadan Hussein (EGY) | 2 | 3  | 4   |
| Barthelémy N'To (CMR)          | 2 | 2  | 0   |
| Mehdi Moradi Ganji (IRI)       | 2 | 2  | 0   |
| Oumar N'Gom (SEN)              | 1 | 2  | 0   |
| Pavel Frinta (TCH)             | 2 | 2  | 0   |

#### Skupina B
| L      |                           | CP     | TP     |                           | L      |        |
| Kolo 1 | Kolo 1                    | Kolo 1 | Kolo 1 | Kolo 1                    | Kolo 1 | Kolo 1 |
| ------ | ------------------------- | ------ | ------ | ------------------------- | ------ | ------ |
| 0      | Bogdan Daras (POL)        | 3-1 PP | 3-2    | Ernesto Razzino (ITA)     | 1      |        |
| 1      | Ubaldo Rodríguez (PUR)    | 0-4 ST | 0-15   | Michail Mamijašvili (URS) | 0      |        |
| 1      | Takahiro Mukai (JPN)      | 0-3 PO | 0-6    | Maik Bullmann (GDR)       | 0      |        |
| 1      | Daniel Iglesias (ARG)     | 0-4 ST | 0-16   | Kim Sang-kju (KOR)        | 0      |        |
| 1      | Timo Niemi (FIN)          | 0-3 P1 | 3:56   | Goran Kasum (YUG)         | 0      |        |
| Kolo 2 |                           |        |        |                           |        |        |
| 0      | Bogdan Daras (POL)        | 4-0 ST | 17-1   | Ubaldo Rodríguez (PUR)    | 2      |        |
| 2      | Ernesto Razzino (ITA)     | 0-3 P1 | 4:10   | Michail Mamijašvili (URS) | 0      |        |
| 1      | Takahiro Mukai (JPN)      | 4-0 ST | 15-0   | Daniel Iglesias (ARG)     | 2      |        |
| 1      | Maik Bullmann (GDR)       | 1-3 PP | 3-5    | Timo Niemi (FIN)          | 1      |        |
| 0      | Kim Sang-kju (KOR)        | 3-0 PO | 3-0    | Goran Kasum (YUG)         | 1      |        |
| Kolo 3 |                           |        |        |                           |        |        |
| 1      | Bogdan Daras (POL)        | 0-3 P1 | 5:16   | Michail Mamijašvili (URS) | 0      |        |
| 2      | Takahiro Mukai (JPN)      | 1-3 PP | 2-4    | Timo Niemi (FIN)          | 1      |        |
| 1      | Maik Bullmann (GDR)       | 3-1 PP | 7-6    | Kim Sang-kju (KOR)        | 1      |        |
| 1      | Goran Kasum (YUG)         |        |        | Bye                       |        |        |
| Kolo 4 |                           |        |        |                           |        |        |
| 1      | Goran Kasum (YUG)         | 3-0 P1 | 5:18   | Bogdan Daras (POL)        | 2      |        |
| 0      | Michail Mamijašvili (URS) | 3-0 PO | 11-0   | Maik Bullmann (GDR)       | 2      |        |
| 1      | Kim Sang-kju (KOR)        | 3-1 PP | 3-1    | Timo Niemi (FIN)          | 2      |        |
| Kolo 5 |                           |        |        |                           |        |        |
| 2      | Goran Kasum (YUG)         | 1-3 PP | 3-6    | Michail Mamijašvili (URS) | 0      |        |
| 1      | Kim Sang-kju (KOR)        |        |        | Bye                       |        |        |
| Kolo 6 |                           |        |        |                           |        |        |
| 2      | Kim Sang-kju (KOR)        | 0-3 PO | 0-8    | Michail Mamijašvili (URS) | 0      |        |

| Zápasník                  | L | ER | CP |
| ------------------------- | - | -- | -- |
| Michail Mamijašvili (URS) | 0 | -  | 19 |
| Kim Sang-kju (KOR)        | 2 | 6  | 11 |
| Goran Kasum (YUG)         | 2 | 5  | 7  |
| Bogdan Daras (POL)        | 2 | 4  | 7  |
| Maik Bullmann (GDR)       | 2 | 4  | 7  |
| Timo Niemi (FIN)          | 2 | 4  | 7  |
| Takahiro Mukai (JPN)      | 2 | 3  | 5  |
| Ernesto Razzino (ITA)     | 2 | 2  | 1  |
| Daniel Iglesias (ARG)     | 2 | 2  | 0  |
| Ubaldo Rodríguez (PUR)    | 2 | 2  | 0  |

### Finále
|                          | CP              | TP              |                           |                 |
| 7th place match          | 7th place match | 7th place match | 7th place match           | 7th place match |
| ------------------------ | --------------- | --------------- | ------------------------- | --------------- |
| John Morgan (USA)        | 4-0 DQ          |                 | Bogdan Daras (POL)        |                 |
| 5th place match          |                 |                 |                           |                 |
| Magnus Fredriksson (SWE) | 0-2 P0          | 4:26            | Goran Kasum (YUG)         |                 |
| Bronze medal match       |                 |                 |                           |                 |
| Stig Arild Kleven (NOR)  | 1-3 PP          | 5-6             | Kim Sang-kju (KOR)        |                 |
| Gold medal match         |                 |                 |                           |                 |
| Tibor Komáromi (HUN)     | 1-3 PP          | 1-10            | Michail Mamijašvili (URS) |                 |

## Finálové pořadí
1. Michail Mamijašvili (URS)
2. Tibor Komáromi (HUN)
3. Kim Sang-kju (KOR)
4. Stig Arild Kleven (NOR)
5. Goran Kasum (YUG)
6. Magnus Fredriksson (SWE)
7. John Morgan (USA)